# Amanita chepangiana
 (octobre 2013).
Si vous disposez d'ouvrages ou d'articles de référence ou si vous connaissez des sites web de qualité traitant du thème abordé ici, merci de compléter l'article en donnant les références utiles à sa vérifiabilité et en les liant à la section « Notes et références ».
Espèce
Amanita chepangiana est une espèce de champignons basidiomycètes du genre Amanita, de la famille des Amanitaceae. Découverte en Chine, elle est proche par sa morphologie de l'espèce méditerranéenne Amanita caesarea. Elle est parfois vendue sur les marchés locaux en Chine et au Népal.

## Description
Tout le sporophore est  pratiquement blanc avec une légère teinte grisâtre, brunâtre ou jaunâtre de la cuticule au centre du chapeau. Son chapeau convexe n'est pas umboné comme celui des amanites mortelles Amanita virosa et Amanita verna. Elle garde parfois un anneau.[précision nécessaire]

## Habitat
Amanita chepangiana se trouve dans les écotopes des Fagaceae et des Dipterocarpaceae, en Chine et dans la péninsule de l'Asie du Sud-Est jusqu'au Népal.